# Sacodes tsushimensis
Sacodes tsushimensis is een keversoort uit de familie moerasweekschilden (Scirtidae). De wetenschappelijke naam van de soort werd in 1997 gepubliceerd door Yoshitomi.